# Tías (Lanzarote)

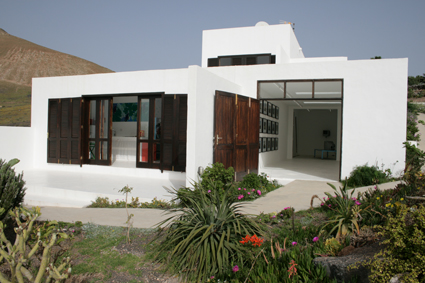
Salle d'exposition "El Taller de Arte", à Tías.

Tías est une commune de la province de Las Palmas dans la communauté autonome des Îles Canaries en Espagne. Elle est située au sud-est de l'île de Lanzarote, à 10 km de la capitale Arrecife.
Puerto del Carmen, le village vacance le plus grand de l’île, fait entièrement partie de la commune de Tías, et est l’endroit où les premiers hôtels de l’île furent construits.

## Géographie

### Localisation

Localisation de l'île de Lanzarote dans les Îles Canaries.
Localisation de Tías dans l'île de Lanzarote.

|       | Tinajo           |               |
| Yaiza | Tías             | San Bartolomé |
|       | Océan Atlantique |               |

### Villages de la commune
(Nombre d'habitants en 2007)
- Puerto del Carmen (10 315 habitants)
- Tías (5 319 habitants)
- Macher (982 habitants)
- La Asomada (831 habitants)
- Masdache (335 habitants)
- Conil (303 habitants)
- Vega de Tegoyo (178 habitants)

## Culture et patrimoine
Bola canaria : un jeu ressemblant à la pétanque. Pour observer une partie, les docks de Varadero rassemblent quotidiennement des experts locaux qui jouent en parties fermées.
Lucha canaria : le sport par excellence des îles Canaries remontant du XVe siècle. Les règles sont simples : deux rivaux se font face sur un ring de sable avec comme seul objectif de faire tomber son adversaire. Le talent et intelligence sont toujours préférables à la force brute. Les meilleurs lutteurs sont appelés pollos, qui veut dire poulets.
Artesanía : la ville se spécialisa dans l’artisanat traditionnel au fil du temps. Tel est le cas de la production de nappes décoratives et de tissus brodés ou en dentelle, des paniers tressés de feuilles de palmier pour conserver les aliments frais, ou des pots faits à la main pour la cuisine. Tías abrite actuellement un certain nombre de producteurs d'instruments à vent. Ces luthiers conçoivent et produisent des timples, mandolines, hautbois et guitares en suivant une méthode rigoureuse, mathématique et bien respectée. Tías est aussi une terre de tisserands, qui font ceintures, châles, sacs et habits traditionnels sur le métier. Aujourd'hui, ils utilisent le coton, la laine d'agneau, de lin ou de tissus synthétiques. Autrefois, ils utilisaient la laine de chameau. Il y a aussi plusieurs artisans et artisanes consacrés à l'artisanat créatif contemporain.
Gastronomie : le mets le plus typique est sans aucun doute le mojo, une sauce aux piments délicieuse et souvent épicée. Elle peut avoir plusieurs saveurs différentes, mais elle est un ingrédient essentiel pour le sancocho et un excellent accompagnateur pour d’autres plats.